# Francischanos moraesi
Francischanos moraesi è un pesce osseo estinto, appartenente ai gonorinchiformi. Visse nel Cretaceo inferiore (Aptiano, circa 115 milioni di anni fa) e i suoi resti fossili sono stati ritrovati in Brasile.

## Descrizione
Questo pesce era di piccole dimensioni e solitamente non superava i 15 centimetri di lunghezza. Possedeva un corpo slanciato con un cranio basso e lungo e mascelle prive di denti. Differiva dagli altri gonorinchiformi, come l'affine Dastilbe, per la presenza di soli cinque ipurali nell'endoscheletro caudale e per una combinazione unica di caratteri riguardanti la forma del margine posteriore degli esoccipitali e delle loro espansioni sopra il sopraoccipitale, del processo mascellare anteriore, della sinfisi formata dagli ossi dentali, e del preopercolo.

## Classificazione
Francischanos è considerato molto vicino al genere attuale Chanos, l'unico rappresentante vivente della famiglia Chanidae dell'ordine dei gonorinchiformi. Secondo un'analisi filogenetica del 2022, Francischanos è più vicino a Chanos che a Dastilbe, anch'esso del Cretaceo inferiore del Brasile. Il genere Francischanos venne istituito nel 2022, per accogliere la specie precedentemente nota come Dastilbe moraesi, descritta nel 1955 da Silva-Santos e proveniente dalla formazione Quiricò del Brasile. 